# Moulay Bouchta
Moulay Bouchta  (in arabo مولاي بوشتى‎?) è un centro abitato e comune rurale del Marocco situato nella provincia di Taounate, regione di Fès-Meknès. Conta una popolazione di 14 347 abitanti (censimento 2014).